# Senecio ovatus
Senecio ovatus là một loài thực vật có hoa trong họ Cúc. Loài này được Willd. miêu tả khoa học đầu tiên năm 1803.